# Liste der Monuments historiques in Grandvilliers (Oise)
Die Liste der Monuments historiques in Grandvilliers (Oise) führt die Monuments historiques in der französischen Gemeinde Grandvilliers auf.

## Liste der Bauwerke
| Bezeichnung      | Beschreibung | Standort | Kennzeichnung | Schutzstatus | Datum | Bild           |
| ---------------- | ------------ | -------- | ------------- | ------------ | ----- | -------------- |
| Kirche St-Gilles |              | (Lage)   | PA00114708    | Inscrit      | 1927  | weitere Bilder |

## Liste der Objekte
| Bezeichnung                 | Beschreibung                              | Standort                       | Kennzeichnung | Schutzstatus | Datum | Bild |
| --------------------------- | ----------------------------------------- | ------------------------------ | ------------- | ------------ | ----- | ---- |
| Ölgemälde Mariä Himmelfahrt | 1649                                      | in der Kirche St-Gilles (Lage) | PM60000885    | Classé       | 1913  |      |
| Hauptaltar                  | Marmor, erste Hälfte des 18. Jahrhunderts | in der Kirche St-Gilles (Lage) | PM60000886    | Classé       | 1913  |      |